# Gesta Consulum Andegavorum
Gesta Consulum Andegavorum ou Chronique des Comtes d'Anjou est un texte écrit en latin de 1100 à 1140 par le moine Jean de Marmoutier, à la demande de Foulque IV d'Anjou dit le Réchin.
Il détaille la première dynastie des comtes d'Anjou depuis la succession de Charlemagne.
Le titre signifie : la « geste » ou « exploit » des « consuls » ou « magistrats » andécave ou angevin.

## Histoire
Le récit débute par les ancêtres semi-mythiques issus du monde gallo–romain, notamment un certain Tertullus. Son fils, Ingelger né sous le règne de Charles le Chauve, prit possession des terres de son père. Car Tertullus avait épousé une femme noble, une parente du duc de Bourgogne, appelée Pétronille, qui lui avait donné ce fils. Ingelger dut combattre les ennemis du royaume, les Normands et les Bretons.
À la mort d'Ingelger, son fils, Foulque Ier d'Anjou, dit Foulque le Roux, lui succède. Il obtint, du royaume de France, la réunification du Comté d'Anjou qui était alors divisé.
Foulque II d'Anjou succéda à son père. La paix étant conclue entre le roi de France et les Normands, il n'eut pas à combattre. (Il épousa la veuve d'Alain Barbetorte et prend le contrôle du pays nantais). 
Geoffroy Grisegonelle succéda à son père. Il combattit avec succès les Danois qui pillaient et attaquaient depuis la mer.
La chronique se termine par la mort de Foulques Nerra en 1040, un siècle avant la rédaction de cette chronique.

## Origine et versions du texte
L'initiateur de cette épopée des pays de Loire, dont certains passages sont précurseurs de la chanson de geste était un prince instruit et cultivé, qui l'a fait rédiger en s'appuyant sur les récits de tradition orale que lui avait transmis son oncle Geoffroy II d'Anjou.
Ce texte a été traduit en français par Louis Halphen et René Poupardin sous le titre Chroniques des Comtes d'Anjou et des Seigneurs d'Amboise (Paris - Picard - 1913). Cette version a été traduite en anglais par Steve Lane dans le cadre du Internet History Sourcebooks Project de l’université de Fordham, État de New York, en version numérique.